# Голтяев, Андрей Фёдорович

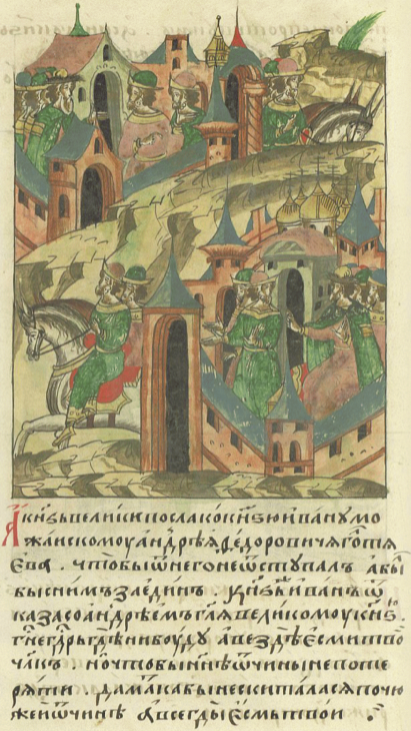
Василий II Тёмный посылает Андрея Фёдоровича Голтяева к Ивану Можайскому

Андрей Фёдорович Голтяев (ум. в 1445) — воевода и боярин во времена правления Василия II Васильевича Тёмного.
Младший из троих сыновей боярина Фёдора Фёдоровича Кошкина-Голтяя и Марии.

## Биография
Происходил из дворянского рода Голтяевых. Впервые упоминается в Вологде среди прочих воевод великого князя Василия II Васильевича, потерявшего престол (1435). Участвовал под Белёвым в переговорах с ханом Улу-Мухаммедом (декабрь 1437). Водил Сторожевой полк в Рязанскую землю против царевича Мустафы: "Под Рязанью была битва, Мустафу убили, князя Ахмата и мурзу Язбердея, сына Мишерины и прочих вельмож взяли в плен, многих побили" (1443).
Убит под Суздалем в битве с царевичем Махмудеком, когда был ранен и пленён и сам великий князь Василий II Васильевич.
Сестра, боярыня Мария Фёдоровна, супруга князя малоярославецкого Ярослава (Афанасия) Владимировича (1388-1426), а внучка Мария Ярославна супруга Василия II Васильевича Тёмного.

## В культуре
- Персонаж романа Николая Полевого «Клятва при гробе Господнем. Русская быль XV века» (1832).